# Štěpán z Krumlova
Štěpán z Krumlova (znám jako Stephan Kchrumenawer nebo Krumenauer) (1400 Český Krumlov – 5. června 1461 Brunov) byl architekt a stavitel 15. století působící v Rakousku a Bavorsku.

## Život
Štěpán z Krumlova se narodil v Českém Krumlově v roce 1400 jako syn významného stavitele Jana z Krumlova. Rozhodl se pokračovat v otcově řemesle a v rámci stavební hutě pánů z Rožmberka se vyučil kameníkem. Od roku 1429 působil jako stavitel při dómu svatého Štěpána ve Vídni a o tři roky později při Františkánském kostele v Solnohradě (dnešním Salcburku), jehož stavbu započatou Janem z Burghausenu dokončil. O další tři roky později se od roku 1435 podílel na přestavbě farního kostela v Kobylí a v letech 1445–1453 na výstavbě věží a kněžiště v kostele svatého Jakuba ve Wasserburgu na Innu, přičemž ve Wasserburgu byl zmiňován až do roku 1458.
Od roku 1452 byl Štěpán z Krumlova hlavní mistr stavitel Solnohradského arcibiskupství. V roce 1459 dokončil presbytář tamního Františkánského kostela a pravděpodobně se podílel na stavbě kostela v Altötingu a v Erlachu. V roce 1458 působil ve Štrasburku a o rok později se prokazatelně pohyboval v Řezně, kde se účastnil právního jednání jakožto stavební mistr solnohradského arcibiskupství a berchtesgadenského říšského proboštství.
Štěpán z Krumlova se v závěru života zřejmě podílel i na stavbě kostela v Brunově, kde roku 1461 zemřel a kde byl i následně pochován. Jeho náhrobek je dodnes k vidění v kostele svatého Štěpána v Brunově spolu s erbem nesoucím tři rožmberské růže.
Jméno Štěpána z Krumlova dnes nese ku jeho památce reálná škola (gymnázium) v bavorském Eggenfeldenu.